# Kathleen Krüger
Kathleen Krüger (Eching, 17 de maio de 1985) é uma ex-futebolista alemã que jogou como meio-campista no Bayern de Munique. Ela trabalha para a equipe profissional masculina do Bayern de Munique fora de campo desde 2009, e atualmente é gerente de equipe do Bayern de Munique. Ela é a única gerente de equipe feminina na Bundesliga e foi descrita como "a mulher mais poderosa da liga".

## Carreira como futebolista
Krüger, que cresceu em Eching, praticou caratê e até foi indicada para competições nacionais. No entanto, por falta de tempo, ela desistiu do caratê e se concentrou no futebol. Ela começou nas categorias de base do FC Phönix Schleißheim, clube do norte de Munique, depois mudou-se para o FFC Wacker Munich. Aos 18 anos, ela mudou para o Bayern München II no verão de 2003.
Depois de apenas uma temporada na Regionalliga Süd, ela subiu para o primeiro time do Bayern de Munique na temporada 2004-05. Ela fez sua estreia na Bundesliga em 24 de outubro de 2004, com uma vitória por 4 a 0 no jogo fora de casa contra o VfL Wolfsburg, após ser substituída por Felicia Notbom aos 87 minutos. Após onze jogos do campeonato, em que permaneceu sem marcar, encerrou a temporada de estreia na divisão sênior. Na temporada seguinte, na qual disputou 14 partidas, ela marcou seu único gol na Bundesliga em 7 de maio de 2006, na vitória por 6 a 0 em casa contra o FSV Frankfurt. Na temporada 2006-07, ela jogou seis partidas; nas duas temporadas seguintes, ela foi usada em apenas uma partida, mais recentemente em 2 de novembro de 2008, em uma vitória por 5 a 0 no jogo fora de casa contra o Herford SV, após sua substituição por Mandy Islacker aos 79 minutos.
Aos 24 anos, ela se aposentou do futebol profissional e já fazia planos para o futuro depois do futebol. No outono de 2017, ela jogou algumas partidas pelo SC Amicitia Munich, clube da quinta divisão.

## Carreira administrativa
Depois de iniciar seus estudos em gestão internacional, enquanto também trabalhava na organização do time de futebol feminino do Bayern de Munique, ela interrompeu os estudos após apenas um semestre e tornou-se assistente do diretor esportivo Christian Nerlinger. Após sua saída em 2012, ela se tornou a gerente da equipe profissional do Bayern de Munique e, desde então, é responsável pelos assuntos organizacionais relacionados à equipe.